# Всё или ничего (система бронирования)
«Всё или ничего» (англ. All or nothing) — система бронирования боевых кораблей, главным образом линкоров. Известна также как американская система бронирования кораблей и французская система бронирования. Была разработана Натаниэлем Барнаби, но впервые применённая, однако, французским конструктором Эмилем Бертеном на броненосцах XIX века, возродилась в проекте линкоров флота США типа «Невада». Смысл системы заключался в создании цитадели из броневых поясов и палубы, обеспечивавшего запас плавучести корабля и защищавших основные его жизненные центры, такие как погреба боеприпасов и силовая установка.

## Защита «Всё или ничего» в эпоху броненосцев
Начиная с 1871 года рост мощи морских орудий, происходивший вследствие улучшения качества пороха и увеличения калибра, намного превзошёл возможности к сопротивлению противостоящей им брони. Противостоять орудиям-монстрам могли только те схемы защиты, в которых весь вес, отведенный на броню, мог быть сосредоточен только на жизненно важных направлениях. Это привело к первой популяции кораблей защищённых по схеме «всё или ничего».
В конце XIX века основной ударной силой ведущих флотов мира были эскадренные броненосцы. Эти корабли чаще всего были вооружены четырьмя орудиями калибра 280—330 мм и значительным количеством 150—164 мм пушек. При этом, в силу малой скорострельности тяжёлых орудий, среднекалиберной артиллерии придавалось огромное значение. Считалось, что дистанции будущих морских боёв будут сравнительно небольшими и значительное количество среднекалиберных снарядов может нанести противнику существенный урон. Средний калибр выступал в роли главного оружия броненосцев. Поэтому броненосцы стремились защитить бронёй максимальную площадь, хотя бы за счёт снижения её толщины. Против 150—164 мм снарядов этого считалось достаточным. Японо-китайская и испано-американская войны дали подтверждение этой точки зрения. Так, три крейсера типа «Инфанта Мария Тереза», с их защитой «всё или ничего»: толстыми поясами по ватерлинии и незащищёнными бортами, были быстро уничтожены. «Кристобаль Колон» продемонстрировал ценность прикрытия бронёй средней толщины; при наличии достаточного количества топлива на борту он мог бы оторваться и уйти от преследования. Оба главных боя этих войн проходили не просто на малых — на минимальных дистанциях: в расстоянии от 5 до 10 кабельтовых. В сражении при Ялу японцы доказали, что в морском бою наиболее эффективным оружием является скорострельная артиллерия. Стало ясно, что плотность артиллерийского огня, которая достигается при использовании скорострельных орудий крупного калибра (119 мм и 152 мм), в конечном итоге более разрушительна, чем медленное действие огня тяжёлых орудий. Однако развитие систем управления огнём привело к повышению ожидаемых боевых дистанций, а опыт русско-японской войны, спустя всего шесть лет, эти ожидания подтвердил. При этом выявилось, что серьёзный урон на больших дистанциях наносили лишь самые тяжёлые снаряды, эффективность орудий калибра 119—190 мм сильно снизилась. Первой реакцией было строительство броненосцев с вооружением вместо среднего промежуточным калибром 194—240 мм, затем на смену броненосцам пришли дредноуты, вооружённые по принципу «только большие пушки».

## Особенности американской системы бронирования
На «Неваде» (ВВ-36) и «Оклахоме» (ВВ-37), строившихся по программе 1912 года, было применено новшество, которое было одним важным шагом назад — переход к системе защиты, назвавшейся «всё или ничего». Американская система бронирования линкоров разрабатывалась в предположении о главенствующей роли бронебойных снарядов — в отличие от систем бронирования, появившихся после испано-американской и русско-японской войн, где значительное внимание уделялось защите корпуса от фугасных снарядов.
В данном случае новая схема была ещё не забытой старой.
Проектировщики при разработке концепции защиты исходили из сомнительного предположения, что бои дредноутов будут проходить только на больших дистанциях, где трудно ожидать большого числа попаданий. В применявшейся ранее для дредноутов англо-германской системе бронирования, проектировщики стремились защитить максимально возможную площадь борта бронёй различной толщины, в зависимости от важности прикрываемого участка. Но при попаданиях тяжёлых бронебойных снарядов, тонкая броня не являлась серьёзной преградой, однако отнимала значительную долю нагрузки кораблей. Американская идея предполагала прикрытие лишь важнейших центров, а также артиллерии главного калибра и боевой рубки, но бронёй максимально возможной толщины. Благодаря этому линкоры, забронированные по данной системе, становились малоуязвимыми для обстрела бронебойными снарядами с дальних дистанций. С бортов «ящик» закрыт толстой бортовой броней, сверху — тяжёлой броневой палубой. Поскольку подобное расположение брони невыгодно для остойчивости корабля (в старом варианте схемы главная бронепалуба помещалась возле самой ватерлинии и снижала тем самым положение центра тяжести корабля), его конструируют таким образом, чтобы имелся большой запас начальной остойчивости. В противном случае высоко расположенная тяжелая броневая палуба приведёт к опрокидыванию корабля.
Особое внимание в этой схеме уделялось защите палуб, так как при ведении боя на больших дистанциях снаряды падали бы на корабль по крутой навесной траектории. Кардинальным отличием американского варианта системы защиты «всё или ничего» от более раннего её варианта стало сохранение плавучести за счёт бронированной цитадели при разрушенных оконечностях. Это было характерно для «стандартных линкоров». В этом смысле, даже про американские быстроходные линкоры типов «Саут Дакота» и «Айова» нельзя сказать, что они бронированы по американской системе защиты.

## Защита «Всё или ничего» в эпоху быстроходных линкоров
20 января 1925 года в британском флоте произвели опытный расстрел дредноута «Monarch».
Испытания также показали, что новые снаряды способны пробивать броню под острым углом, что было невозможно во времена Ютландского сражения в 1916 году.
Результаты этих тщательных испытаний были оценены Советом адмиралтейства. Позднее в 1925 год, когда решалось какую броневую защиту устанавливать на линкоры, вопрос об установке каких-то тонких поясов — как на всех предшествующих типах линейных кораблей — даже не обсуждался.
Система бронирования «всё или ничего» стала популярна для линкоров постройки 1930—1940-х годов, но не нашла применения в немецких, итальянских, а также в недостроенных советских кораблях этого класса. В ходе реальных боевых действий Второй мировой войны выявились её достоинства и недостатки. Защищая артиллерию, погреба и машины, она оставляла неприкрытыми оконечности, что приводило к их затоплению и даже потере плавучести без пробития броневого пояса и броневой палубы. Нападение на Мерс-эль-Кебир показало, что если защита типа «всё или ничего» рассчитана на один калибр (283 мм), то при ведении огня более крупным калибром она менее эффективна, чем традиционная схема. Кроме того, эта схема защиты делала линкоры весьма уязвимыми для всех калибров фугасных снарядов на всех дистанциях боя. Если авиационная бомба была достаточно тяжёлая и сброшена с достаточно большой высоты, никакое разумное количество брони не остановит её.
Опыт войны показал, что «мягкие» оконечности могут быть превращены буквально в решето даже без прямого попадания, причем поперечные водонепроницаемые перегородки не ограничивают затопления, поскольку сами могут быть легко пробиты осколками

В реальных боях Атлантического театра боевых действий противники быстро сближались, поэтому по результатам этих сражений можно сказать, что немцы, строя защиту своих кораблей по другому принципу, оказались правы в оценках дистанции боёв и выборе схемы бронирования. Перестрелка велась на 11-20 км, причём противники стремились расстояние сокращать, а не увеличивать.
Самой характерной чертой системы бронирования «Вэнгарда» — последнего линкора Британии и мира стало довольно широкое отступление от принципа «все или ничего». Появилась броня в оконечностях, включая 51 — 64-мм плиты по ватерлинии, местное бронирование, на это ушло 3000 т веса. Опыт войны ясно показал, что системы управления и связи, директоры, радары и прочие «нежные» вещи страдают в первую очередь. Но откровением стало то, насколько беспомощным может стать огромный линкор, особенно ночью, если это всё выйдет из строя.